# Герцогство Померания
Герцогство Померания — современный термин, принятый историками для обозначения территории, находившейся под властью местной славянской династии Грайфенов (Грифитов) с XII по XVII века, с менявшимися внешними и внутренними границами в рамках исторической области Померания на южном побережье Балтийского моря.
Сегодня земли бывшего герцогства входят в состав федеральной земли Мекленбург-Передняя Померания в Германии и Поморского воеводства в Польше.

## Сводная информация
На территории Померании, в ходе исторического процесса, образовалось несколько поместных герцогств, с неоднократно менявшимися границами и суверенами, принадлежавшими к династии Грайфенов.
К титулу поместного герцога, помимо указания на принадлежность к Померанскому Дому, как правило, добавлялось название управлявшейся им территории.
- Герцогство Померания-Барт (1372—1451)
- Герцогство Померания-Деммин (ок. 1170—1264)
- Герцогство Померания-Штеттин (ок. 1170/1295 — 1464), (1532/1541 — 1625/1637)
- Герцогство Померания-Вольгаст (1295—1474/1478), (1532/1541 — 1625/1637)
- Герцогство Померания-Штольп (1368/1372 — 1459)
- Герцогство Померания-Старгард (1377—1459)
- Герцогство Померания-Рюген (1569—1620)

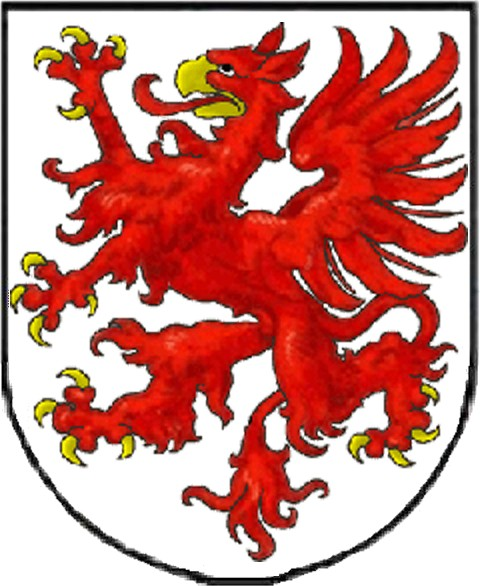
Герб герцогов Померании

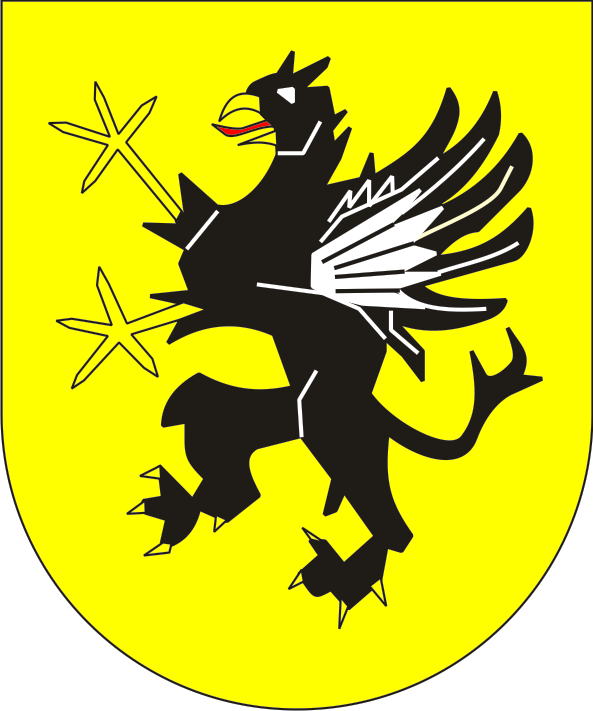
Герб герцогов Померания-Барт

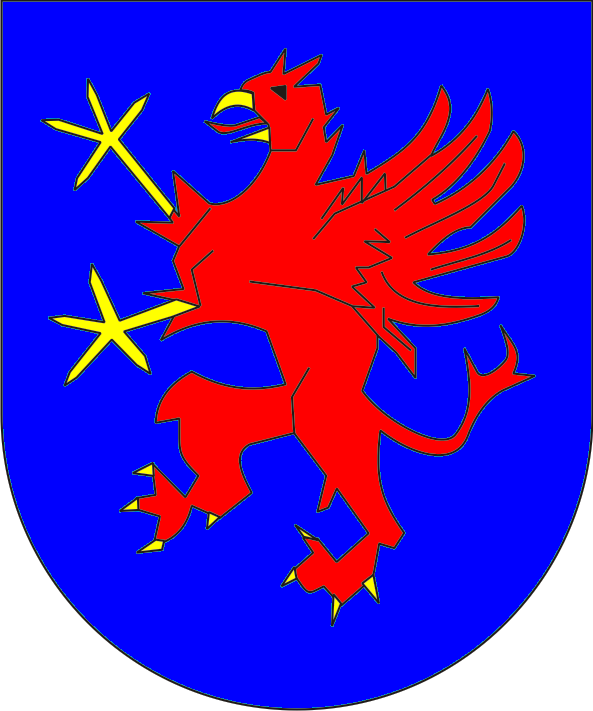
Герб герцогов Померания-Штеттин

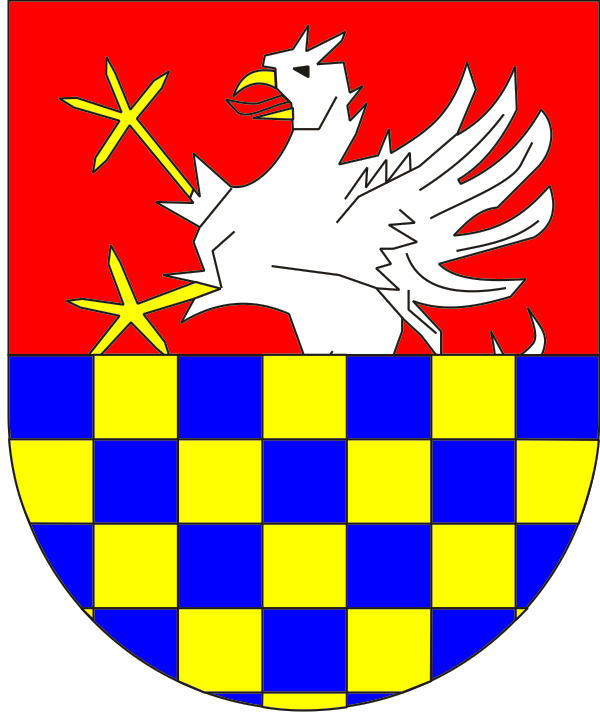
Герб герцогов Померания-Вольгаст

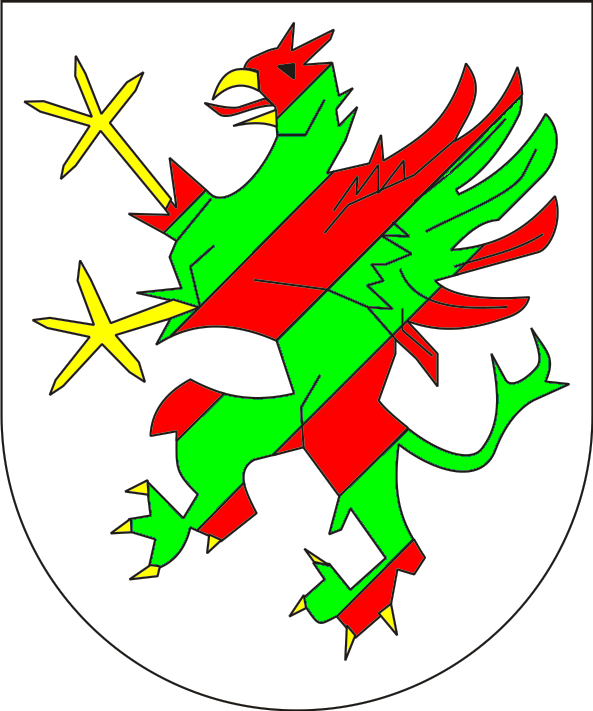
Герб герцогов Померания-Штольп

Герб князей Рюгена

В 1140 году на территории герцогства Померания было основано Камминское епископство. Кафедра епископа находилась с 1140 по 1150/1155 годы в Волине, затем временно в аббатстве Гробе в Узедоме, и, наконец, с 1178 года в Каммине. Во время Реформации, епископство было секуляризировано. В 1556 году при герцоге Иоганне Фридрихе земли епископства отошли к представителям Померанского Дома, которые владели ими до смерти последнего правителя из династии Грайфенов. В 1325 году в состав герцогства вошло княжество Рюген, на территории которого находились епископства Шверин (земли на материке) и Роскильде (острова).

## Основание герцогства
Около 995 года Болеслав I Храбрый, князь Польши попытался подчинить земли к востоку от Одера. В 1005—1013 годах после войны с Польшей Померания обрела государственный суверенитет. Ранние попытки христианизации региона не удались. Начавшийся в 1042 году конфликт князя Земомысла Померанского с Казимиром I, князем Польши, был урегулирован в 1046 году императором Генрихом III в ходе устроенных им переговоров враждующих сторон. Около 1100 года в летописях упоминаются несколько князей Померании, однако проследить их генеалогические связи невозможно. Историческая родословная герцогов Померании, составленная в XVI—XVII веках, хотя и упоминает их легендарного предка, князя Свантибора, не обозначает четко его фактического кровного родства с последующими поколениями. То же самое наблюдается и в других источниках начала XII века, в основном это польские хроники, в которых говорится о герцогах Померании. Таким образом, братья Вартислав I и Ратибор I сегодня единогласно признаны историками первыми герцогами Померании и основателями Померанского Дома.
В 1121 году, при герцоге Вартиславе I, Болеслав III Кривоустый, князь Польши, желая закрепить своё влияние в Померании, отправил в земли герцогства христианских миссионеров, но эта миссия успеха не имела. В мае 1124 года, по просьбе того же князя, на миссию в Померанию отправился епископ Отто Бамбергский. Его проповедь в Пирице, Волине и Каммине обратила к христианству большую часть местного населения и все благородное сословие, за что церковными историками ему присвоено звание «апостола народа Померании». В феврале 1125 года он завершил свою первую миссию. Во время второй миссии в 1128 году Отто Бамбергский проповедовал в Деммине и Узедоме. После смерти герцога Вартислава I, в конце XII века земли герцогства были поделены между двумя его сыновьями, Казимиром I и Богуславом I, таким образом, образовав герцогства Померания-Деммин и Померания-Штеттин. Богуслав I в 1181 году в Любеке стал имперским князем с титулом «герцог славянский», но уже в 1185 году он был вынужден признать вассальную зависимость от правителей Дании, от которой герцоги Померании избавились в 1227 году после битвы под Борнхёведом. Снова имперскими князьями герцоги Померании стали в 1231 году во время борьбы между маркграфами Бранденбурга из династии Асканиев и императором Фридрихом II. Под этим статусом они упоминаются в договорах в Креммене (в 1236) и Ландине (в 1250). В это же время в состав герцогства были включены обширные земли, в том числе Старгард и Укермарк.

## Герцогство Померания-Деммин
Основано в 1170 году. Первым герцогом Померания-Деммин был Казимир I, сын Вартислава I. Но со смертью 17 мая 1264 года Вартислава III, внука Богуслава I, герцогство прекратило своё существование. При этом же герцоге в 1236 году герцогство утратило земли к западу от Деммина: Цирципания отошла к правителям Мекленбурга, Старгард и Мекленбург-Стрелиц к правителям Бранденбурга. К этому же времени относится начало активного расселения на территории герцогства германцев и приобретение ими правового статуса.

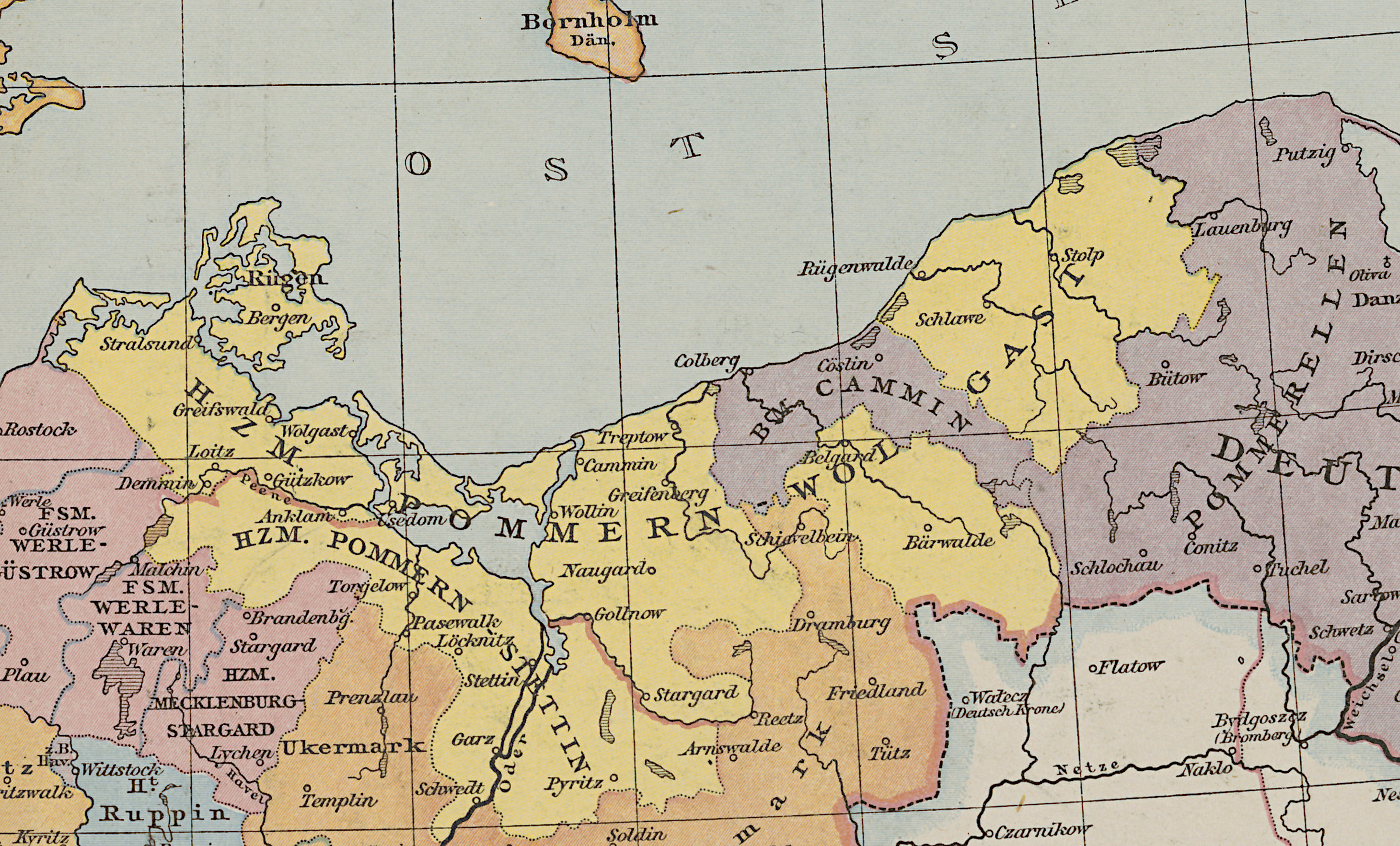
Герцогства Померания-Штеттин и Померания-Вольгаст в 1400 г.

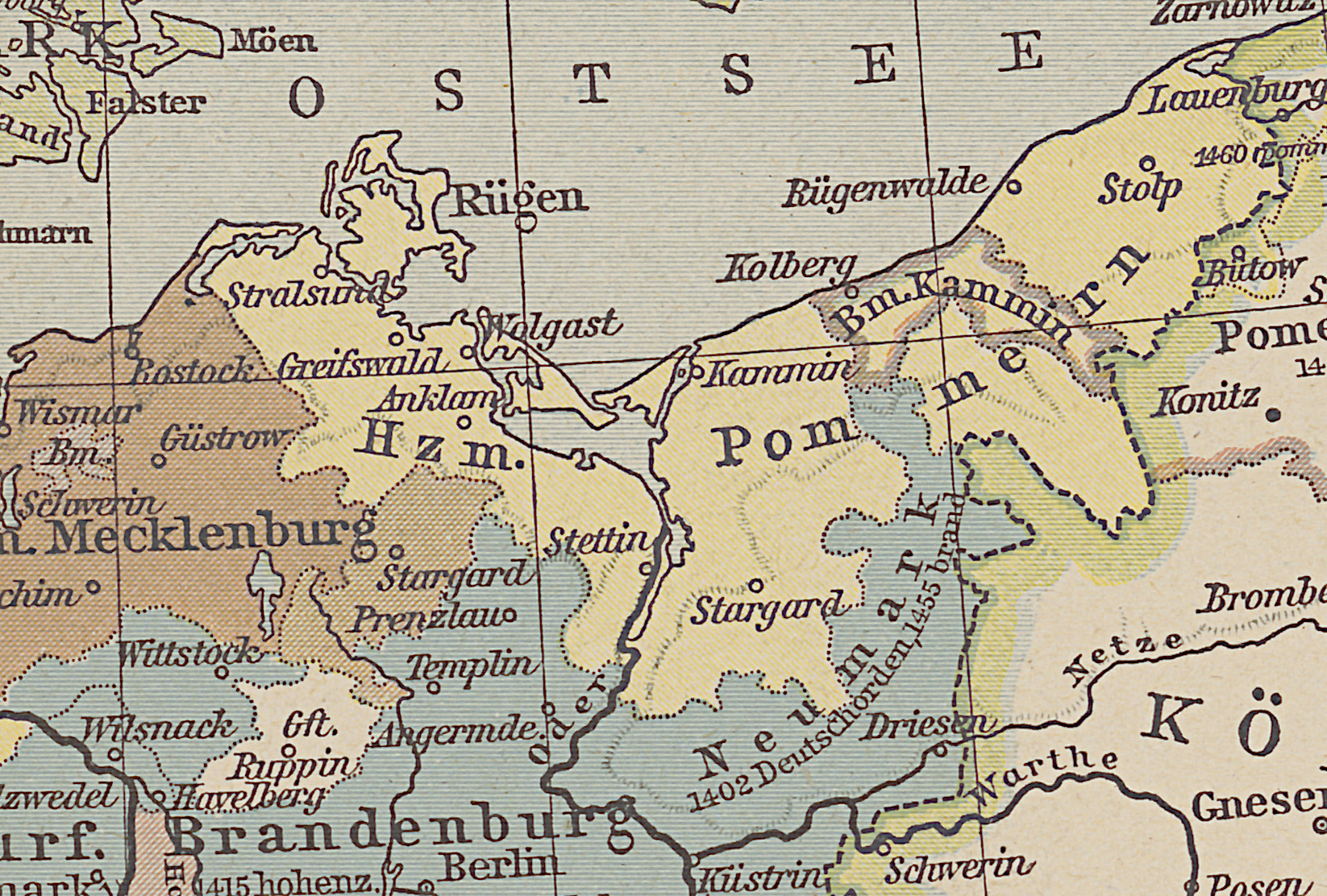
Померания в 1477 г.

## Герцогство Померания-Штеттин
Основано в 1170 году. Первым герцогом Померания-Штеттин был Богуслав I, женатый на принцессе Анастасии Польской, дочери Мешко III. Его внук герцог Барним I Добрый в 1264 году наследовал также титул герцога Померания-Деммин и содействовал расселению германцев на территории герцогства. При нём во многих городах Померании было принято самоуправление. Договором в Ландине от 1250 года в состав герцогства вошел Укермарк, до этого принадлежавший Бранденбургу.
Сыновья Барнима I Богуслав IV (от первого брака), и Оттон I (от второго брака), после безвременной кончины своего брата герцога Барнима II в 1295 году, разделили земли герцогства ещё раз. Так, образовались герцогство Померания-Вольгаст под управлением Богуслава IV и герцогство Померания-Штеттин под управлением Оттона I.

## Герцогство Померания-Вольгаст
Основано в 1295 году. Первым герцогом был Богуслав IV. Его сын Вартислав IV в 1317 году присоединил к герцогству земли Слупск-Славно, оставшиеся после исчезновения в 1295 году герцогства Самборского. В 1325 году, после смерти Вислава III, князя Рюгена, последнего представителя династии Виславидов, территория княжества также вошла в состав герцогства Померания-Вольгаст.
У Вартислава IV было три сына: Богуслав V (Великий), Барним IV (Добрый) и Вартислав V. Старший, Богуслав, которому на момент смерти отца исполнилось 8 или 9 лет, был объявлен новым герцогом Померании-Вольгаста. Через 40 лет, после смерти в 1366 году Барнима IV, возник  вооруженный конфликт: старший брат Богуслав V отказался делиться властью с оставшимся братом Вартиславом V, и сыновьями умершего,  Вартиславом VI и Богуславом VI,  —  которые для обеспечения своих притязаний вступили в союз с Мекленбургом. 25 мая 1368 года в Анкламе, был достигнут компромисс, который был официально оформлен 8 июня 1372 года в Старгарде, и привел к разделу Померании-Вольгаст.
Богуслав V получил восточную её часть, за исключением доставшейся его брату Вартиславу V земли Нойштеттин — также унаследованной в итоге сыновьями Богуслава V после смерти в 1390 году бездетного Вартислава V. Эта восточная часть герцогства стала известна как Слупское княжество.
Западная часть Померании-Вольгаст досталась сыновьям Барнима IV, Вартиславу VI и Богуславу VI, и была между ними дополнительно разделена 6 декабря 1376 года: Вартислав VI получил Померанию-(Вольгаст)-Барт (бывшее княжество Рюген), доля же Богуслава VI была сведена к области между Грайфсвальдом и рекой Свина. Когда Богуслав VI умер в 1393 году, а Вартислав VI - в 1394 году, сыновья последнего Барним VI и Вартислав VIII правили там совместно.
6 декабря 1425 года западная часть Померании-Вольгаст была снова разделена на съезде в аббатстве Эльдена, на этот раз между Вартиславом IX и его братом Барнимом VII, которые получили восточную часть вместе с Вольгастом, и их двоюродными братьями Свантибором II и его братом Барнимом VIII, которые получили рюгенскую часть вместе с Бартом.
В 1456 году герцоги основали Грайфсвальдский университет. С 1478 по 1523 годы герцогство потеряло автономный статус, его земли находилось под управлением Богуслава X Великого, герцога Померании. Но уже в 1523 году оно было восстановлено в прежних границах. В 1534 году на территории герцогства проповедовал Иоганн Бугенхаген, известный деятель Реформации.

### Слупское княжество (Померания-Штольп)
Восточная часть герцогства Померания-Вольгаст, выделенная при его разделе (15 мая 1368 года договором в Анкламе, подтверждено 8 мая 1372 года договором в Старгарде) как доля братьев Богуслава V Великого и Вартислава V (бездетному Вартиславу V досталась там земля Нойштеттина — также унаследованная после его смерти в 1390 году сыновьями Богуслава V).
В 1446 году герцогство перешло под управление Эриха VII (Померанского), короля Дании, Норвегии и Швеции, правившего герцогством под именем Эриха I. После его смерти герцогство перешло к Эриху II, герцогу Померания-Вольгаст, чьей сын Богуслав X Великий, объединил все поместные герцогства под своей властью и стал единым герцогом Померании.

## Упразднение герцогства
Во время Тридцатилетней войны в 1630 году Померания находилась под оккупацией Швеции. Со смертью в 1637 году бездетного Богуслава XIV, последнего герцога из династии Грайфенов, герцогство прекратило своё существование. По договору в Гримнице от 1529 года, титул и земли герцогов Померании, в случае прекращения династии, переходили к курфюрстам Бранденбурга. Но в 1648 году по Вестфальскому договору контроль над землями герцогства был поделен между курфюршеством Бранденбург-Пруссия и королевством Швеция. Окончательное разделение произошло по Штеттинскому договору в 1653 году. По Венскому договору в 1815 году вся территория бывшего герцогства вошла в состав королевства Пруссия и стала одной из её провинций, просуществовавшей до 1945 года.